# Mikael Robertsson
Mikael Robertsson (ur. 1973 w Gdyni) – szwedzki przedsiębiorca polskiego pochodzenia, współzałożyciel serwisu internetowego Flightradar24.

## Życiorys
Urodził się w Polsce jako Michał Niczko. Ma żonę Polkę. Nazwisko zmienił, aby łatwiej znaleźć pracę. W 1983 roku rodzice wyjechali do Szwecji i zamieszkali w Sztokholmie. 
Studiował na Politechnice Sztokholmskiej, ale studiów nie ukończył. Zajmował się projektowaniem stron internetowych. W 2006 roku założył firmę wspólnie z Olovem Lindbergiem. Kupili domenę Flygresor.se i stworzyli stronę z wyszukiwarką tanich lotów. Aby zachęcić do korzystania z wyszukiwarki utworzyli usługę Flightradar, dzięki której można śledzić samoloty. Gdy zainteresowanie rosło obie usługi zostały oddzielone, a w 2014 roku strona Flygresor.se sprzedana. 